# Eleonore Frey
Eleonore Frey (* 18. Oktober 1939 in Frauenfeld) ist eine Schweizer Literaturwissenschaftlerin und Schriftstellerin.

## Leben
Eleonore Frey ist die Tochter des Germanisten Emil Staiger. Von 1958 bis 1966 studierte sie Germanistik, Romanistik und Komparatistik an der Universität Zürich und der Sorbonne. 1966 promovierte sie mit einer Arbeit über Franz Grillparzer; 1972 erfolgte ihre Habilitation. Von 1982 bis 1997 wirkte sie als Titularprofessorin für Neuere Deutsche Literatur an der Universität Zürich. Neben literaturwissenschaftlichen Fachpublikationen veröffentlichte sie seit den Achtzigerjahren auch literarische Texte. Die Autorin, die mit dem Literaturwissenschaftler Hans-Jost Frey verheiratet war, lebt heute in Zürich und Paris.
Eleonore Frey ist Verfasserin von erzählender Prosa und Essays, daneben übersetzt sie aus dem Englischen und Französischen.
Eleonore Frey ist Mitglied des Verbandes Autorinnen und Autoren der Schweiz und seit 1999 des Deutschschweizer PEN-Zentrums. Neben diversen Stipendien erhielt sie 2002 einen Werkpreis der Schweizerischen Schillerstiftung und 2007 den Schillerpreis der Zürcher Kantonalbank. 2009 wurde Muster aus Hans für den Schweizer Buchpreis nominiert. Ihr Werk Unterwegs nach Ochotsk wurde 2015 mit einem der Schweizer Literaturpreise des Bundesamts für Kultur gewürdigt.
Ihr Archiv befindet sich im Schweizerischen Literaturarchiv in Bern.

## Werke

### Literarische Texte
- Notstand. Erzählungen. Droschl, Graz 1989, ISBN 3-85420-153-2.
- Schnittstellen. Erzählung. Droschl, Graz 1990, ISBN 3-85420-176-1.
- Gegenstimmen. Erzählungen. Droschl, Graz 1994, ISBN 3-85420-364-0.
- Das Siebentagebuch. Erzählung. Droschl, Graz 1996, ISBN 3-85420-424-8.
- Kindheit zu zweit. Howeg, Zürich 1998, ISBN 3-85736-165-4.
- Lipp geht. Droschl, Graz 1998, ISBN 3-85420-496-5.
- Aus Übersee. Ein Bericht. Droschl, Graz 2001, ISBN 3-85420-556-2.
- Das Haus der Ruhe. Erzählung. Droschl, Graz 2004, ISBN 3-85420-646-1.
- Siebzehn Dinge. Biographie. Droschl, Graz 2006, ISBN 978-3-85420-707-8.
- Muster aus Hans. Ein Bericht. Droschl, Graz 2009, ISBN 978-3-85420-749-8.
- Zu Besuch bei Franz. In: Aris Fioretos (Hrsg.): Babel. Für Werner Hamacher. Verlag Urs Engeler, Basel 2009, ISBN 3-938767-55-3, S. 162–168.
- Aus der Luft gegriffen. Roman. Literaturverlag Droschl, Graz 2011, ISBN 978-3-85420-777-1.
- Unterwegs nach Ochotsk. Verlag Urs Engeler, Solothurn 2014, ISBN 978-3-906050-07-2.[1]
- Waldleute. Engeler, Schupfart 2018, ISBN 978-3-906050-34-8.
- Cristina. Erzählung. Engeler, Schupfart 2022, ISBN 978-3-907369-06-7.
- Sonja, Edith und Josef. Autobiographische Fragmente. Engeler, Schupfart 2024, ISBN 978-3-907369-31-9.